# ボディ・ポジティブ

マリアンヌ・リンドバーグ・デ・ヘールによるブロンズの彫刻「Jag tänker på mig själv – Växjö （私は自分自身のことを考えています – Växjö）」、2005年、スウェーデンのベクショー美術館 スリムな女性とふくよかな女性が一人ずつ作成されている。 この彫刻は論争の的となっており、2006年には両方の像が破壊され、修復された

ボディ・ポジティブ（Body positivity）とは、体のサイズ、形、肌の色、ジェンダー、身体能力に関係なく、すべての身体に対して前向きな見方をする社会運動。 

人体の生理的な外見ではなく、その機能性と健康面に重点を置いている。

## 見解

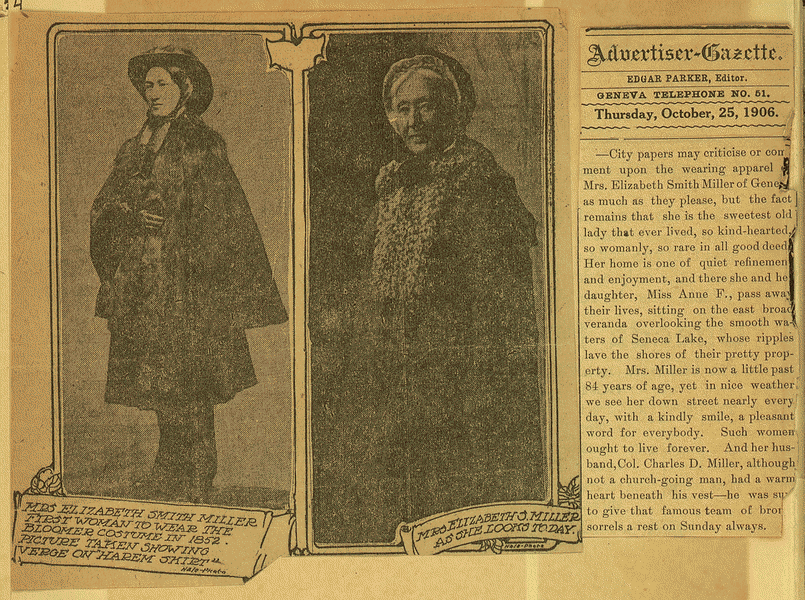
エリザベス・スミス・ミラーは、トルコのパンタロンと膝丈のスカートの衣装を着た最初の女性として知られている。 ボディ・ポジティブ運動のきっかけとなるヴィクトリア朝の服装改革に貢献した。

ボディ・ポジティブでは、人種、性別、セクシュアリティ、身体能力と同様に、体型が権力と魅力の序列に置かれる多くの要因の1つであると考えている  。これは結果として、社会的地位や影響力を左右する効果をもたらす。この運動は、非現実的な身体的魅力の理想に挑戦し、肯定的なボディイメージを構築し、自信を向上させることを目的とする 。その中心思想は、美しさは社会が構築するものであり、それが個人の自尊心を決定するべきではないというものである 。そのため、自身や他者の身体的特徴を受け入れ、それを抱きしめながら、最大限に愛することが奨励されている 。
ボディポジティブは、ファット・アクセプタンス運動と全米ファット・アクセプタンス促進協会にルーツを持つ  。ファット・アクセプタンスが肥満者のみを対象とするのに対し、ボディ・ポジティブはすべての体型を包含する 。 この運動は、肥満を非難することもスリムなことを非難することも容認せず、あらゆる体型を尊重でき、尊重されるべきだと主張している  。
ボディ・ポジティブは、現状のままの身体的容姿を尊重することと捉えられているが、女性たちは、体毛、体液、月経の正常化を提唱し、女性の容姿に関する先入観に挑戦することに強い意欲を持っている 。

## 自己への心理的影響
ボディ・ポジティビティが自己に及ぼす心理的影響は以下の通り：
否定的な自己認識の場合
- 体型や外見への否定的な自己認識は、特に10代で精神衛生を損なう[17]
- ボディイメージの歪みは拒食症、過食症、鬱病等を引き起こす[18]
- 外見に基づく自己価値判断は精神的健康を害する[19]

肯定的な自己受容の場合
- 自己肯定感と自信の向上[20]
- 自己ケアを基にした健康的な生活習慣の形成[21]
- 不安やうつの軽減、精神的回復力の向上[22]

## 歴史

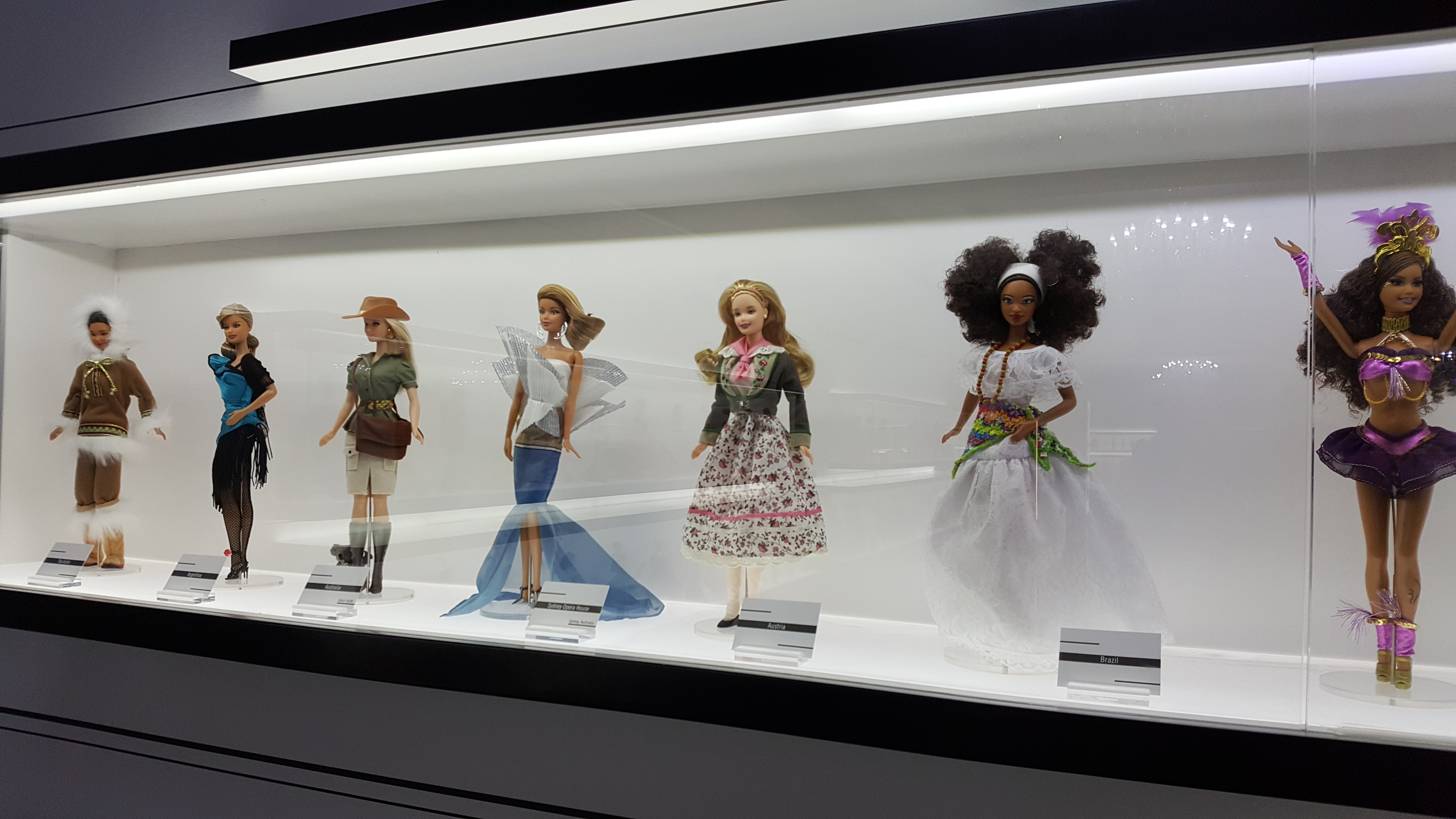

## 批判
- 健康面への懸念：過体重や肥満を容認することで、健康改善への意欲を削ぐ可能性がある[23][24]。医療専門家の間での支持は非常に低く、ある調査では医療従事者の1.4%しか過剰な体脂肪に対して肯定的・中立的な態度を示さなかった[25]。

- 倫理・環境の問題：現代の食生活における過剰な肉類消費は、余剰エネルギーの摂取を通じて肥満の有病率を高める一因となっている。これは同時に、動物福祉の問題や工場式畜産による環境負荷の増大とも結びついている[26]。

- 個人責任の過度な強調：社会文化的な要因や広告による影響など、根本的な問題への取り組みが不十分[27]。

- 医療経済への影響：過体重や肥満に寛容な姿勢は、それらに関連する疾患の増加につながり、医療費の社会的負担を増大させる可能性がある[28]。

- 感情の抑制：否定的感情を無視することで真正性が損なわれる「有害なボディ・ポジティビティ」（toxic body positivity）という問題がある[29]。

これらの批判から、体の美しさや外見に価値を置かない「ボディ・ニュートラル」という新たな考え方が生まれている。